# Списак патуљака Средње земље
Азагал је био краљ бродбимских патуљака из Белегоста током првог доба. Убио га је змај Глаурунг након што га је Азагал ранио у Нирнает Арноедиаду. Патуљак Телчар је у његову част направио тзв. змајски шлем Хадор.
Балин је био један од дванаест патуљака дружине Торина Храстоштита, учествовао је у освајању Еребора заједно са дружином, Гандалфом и Билбом. Његов отац је био Фундин, такође је и старији брат Двалина. Он је 2989. године ушао у Морију у намјери да је коначно поврати од Орака који су остали у њој. Пет година касније, Балина и све остале Патуљке побили су Орци. У филмској екранизацији књиге глумио га је Кен Стот.
Бифур је био један од дванаест патуљака дружине Торина Храстоштита, учествовао је у освајању Еребора заједно са дружином, Гандалфом и Билбом. Он је Бофуров и Бомбуров рођак, и не води поријекло од лозе Дурина. У филмској екранизацији књиге глумио га је Вилијам Кирчер.
Бофур је био један од дванаест патуљака дружине Торина Храстоштита, учествовао је у освајању Еребора заједно са дружином, Гандалфом и Билбом. Он је Бомбуров брат и Бифуров рођак, и такође не потиче од лозе Дурина. У филмској екранизацији књиге глумио га је Џејмс Незбит
Бомбур је био један од дванаест патуљака дружине Торина Храстоштита, учествовао је у освајању Еребора заједно са дружином, Гандалфом и Билбом. Он је Бифуров рођак и Бофуров млађи брат, као и његов рођак и брат такође не води поријекло од лозе Дурина. Окарактерисан је као дебео и незграпан хобит, који као и његов рођак Бофур ријетко када говори. У филмској екранизацији књиге глумио га је Стивен Хантер.
Борин је био патуљак Дуринове лозе, и други син патуљачког краља Наина другог.
Даин I је био син Наина другог, као и задњи краљ Уједињене Дуринове лозе.
Даин II Гвозденстопало је био потомак Грора, и господар патуљака са Жељезних брда.
Дис је била жена-патуљак, ћерка Траина другог и сестра Торина Храстоштита. Била је мајка Филија и Килија, и једина жена-патуљак икад споменута у љетописима.
Дори је био један од дванаест патуљака дружине Торина Храстоштита, учествовао је у освајању Еребора заједно са дружином, Гандалфом и Билбом. Брат је Орија и Норија. Занимљиво да га је Торин Храстоштит описао као најјачег члана дружине. У филмској екранизацији књиге глумио га је Марк Хедлоу.
Дурин Бесмртни је био најстарији од 7 патуљачких очева. 
Дурин II је био краљ патуљака Казад-дума. 
Дурин III је био први носилац једног од 7 прстенова, иако то није било познато осталима све до краја трећег доба.
Дурин IV је био краљ патуљака Казад-дума.
Дурин V је био краљ патуљака Казад-дума.
Дурин VI је био краљ патуљака Казад-дума када је Балрог опустошио град и убио Дурина.
Дурин VII-последњије био потомак Торина III Каменошлема, који је био господар патуљака Еребора и Жељезних планина у Дивљим земљама. 
Двалин је био један од дванаест патуљака дружине Торина Храстоштита, учествовао је у освајању Еребора заједно са дружином, Гандалфом и Билбом. Он је Балинов млађи брат и син Фундинов. Он је први патуљак који се појавио у Ширу, такође је и највиши патуљак дружине Торина Храстоштита. Његово омиљено оружје је бојни чекић. Умро је 91 године четвртог доба у 340 години, веома старо чак и за патуљка. У филмској екранизацији књиге глумио га је Грејам Мактавиш. 
Фарин је био Боринов син, и отац Фундина и Гроина. 
Фили је био један од дванаест патуљака дружине Торина Храстоштита, учествовао је у освајању Еребора заједно са дружином, Гандалфом и Билбом. Он и његов брат Кили били су синови Дис Торинове сестре. У филмској екранизацији књиге редитеља Питера Џексона глумио га је новозеландски глумац Дин О'Горман. Иако је првобитно требало да га глуми енглески глумац Роберт Казински.
Флои је био један од патуљака који су ушли у Морију заједно с Балином. Убијен је 2989 од стране орчког стријелца. 
Фрар је био један од патуљака који су ушли у Морију заједно с Балином. Његова смрт 2994 током одбране моста у Казад-думу записана је у књизи Мазарбул.
Фрерин је био други син Траина другог, и млађи брат Торина Храстоштита 
Фрор је био патуљак лозе Дурина. Њега и његовог оца убио је змај у Сивим планинама.
Фундин је био Фаринов син, Гроинов брат, и отац Балина и Двалина.
Гамил Зирак је био патуљак и господар Телчара од Ногорода.
Гимли син Глоинов је био патуљак којег је Елронд изабрао да буде један од 9 чланова Дружине прстена. Борио се заједно са Леголасом и Арагорн у Рату прстена. Иако је првобитно био ксенофобичан према виловњацима, послије је постао Elf-friend (виловњачки пријатељ). У филмској трилогији Господара прстенова глумио га је Џон Рис-Дејвис. 
Глоин, син Торинов је био патуљак који је наслиједио свог оца, као краљ Дурин-лозе. 
Глоин, сон Гроинов је био један од дванаест патуљака дружине Торина Храстоштита, учествовао је у освајању Еребора заједно са дружином, Гандалфом и Билбом. Био је потомак Дурина бесмртног, и Оинов брат. Његов син је био Гимли. У филмској екранизацији књиге глумио га је Питер Хамблтон.
Гроин је био Фаринов син, отац Глоина и Оина. Такође познат као и Гимлијев дјед.
Грор је био најмлађи син Даина првог, брат Трора и Фрора, и отац Наина.
Ибун син Мимов је био један од задњих ситних-патуљака. 
Ким син Мимов је био један од задњих ситних-патуљака. Убио га је Андрог, човјек Туринове дружине.
Кили је био један од дванаест патуљака дружине Торина Храстоштита, учествовао је у освајању Еребора заједно са дружином, Гандалфом и Билбом. У филмској екранизацији књиге глумио га је Ејдан Тернер.
Лони је био један од патуљака који су ушли у Морију. Умро је 2994. 
Мим један од задњих ситних-патуљака, живио је заједно са својим синовима Ибуном и Кином у западном Белериенду гдје је чувао тајно благо. 
Наин I је био син Дурина шестог који је наслиједио свог оца као краљ Казад-дума.
Наин II је био краљ Дурин-лозе и син Оинов.
Наин, син Гроров је убијен у бици код Нандуриона, када му је Азог оскрвнитељ поломио врат. Наслиједио га је његов син Даин II.
Нали је био један од патуљака који је ушао у Морију заједно с Балином. Његова смрт се спомиње у књизи Мазарбул.
Нар је био у Троровој дружини, током његовог кобног покушаја да поврати Морију. Након што је Трор умро Нар је био тај који је казао његовом сину Траину другом другом да му је отац преминуо.
Нарви је био патуљак из Морије, који је саградио тзв. Западну капију у другом добу. 
Нори је био један од дванаест патуљака дружине Торина Храстоштита, учествовао је у освајању Еребора заједно са дружином, Гандалфом и Билбом. Његова браћа су Ори и Дори. У филмској екранизацији књиге глумио га је Џед Брофи. 
Оин, син Глоинов наслиједио је свог оца, и владао као краљ од 2385-2488. године трећег доба.
Оин, син Гроинов је био један од дванаест патуљака дружине Торина Храстоштита, учествовао је у освајању Еребора заједно са дружином, Гандалфом и Билбом. Он је такође ушао у Морију заједно с Балином. Глоинов је старији брат, и исцјелитељ. Убио га је тзв. водени стражар када је покушао да побјегне преко западних врата Морије током другог покушаја патуљака да поврате Морију. У филмској екранизацији књиге глумио га је Џон Кален.
Ори је био један од дванаест патуљака дружине Торина Храстоштита, учествовао је у освајању Еребора заједно са дружином, Гандалфом и Билбом. Брат је Дорија и Норија. Он је такође ушао у Морију заједно с Балином. У филмској екранизацији књиге глумио га је Адам Браун.
Телчар је био патуљак Ногорода у плавим планинама. 
Торин I је био син Траина првог, наслиједио је свог оца као краљ Еребора и краљ Дуринове лозе. Напустио је Еребор са великим дијелом његовог народа помјерајући се ка Еред Митрину. Као краља наслиједио га је Глоин.
Торин Храстоштит је био краљ Дуринове лозе, и вођа похода за повратак Еребора од змаја Шмауга. Убијен је у бици пет армија. У филмској екранизацији књиге глумио га је Ричард Армитиџ.
Торин II Каменошлем је био син и насљедник Даина II Гвозденстопала. Постао је краљ након што је његов отац погинуо у бици Прстена 3019. године трећег доба.
Траин I понекад називан и Траин Стари био је син Наина првог ког је наслиједио као краљ Казад-дума. Оца му је убио Балрог
Траин II је био отац Торина Храстоштита и син Троров син. У филмској екранизацији књиге глумио га је Мајкл Мизрахи.
Трор (2542 − 2790) трећег доба је био краљ Дуринове лозе син Даина првог, брат Фрора и Грора, отац Траина другог, и дјед Торина Храстоштита. Убио га је Азог током битке за Морију одрубивши му главу. Његово тијело посије борбе било је разбацано у комадима преко источне капије. То је започело рат између патуљака и орака. У филмској екранизацији књиге глумио га је Џефри Томас.